# Salesianos de Carabanchel
Salesianos Carabanchel es un centro educativo concertado regentado por la Familia Salesiana.

## Historia

### Inicios
Los orígenes del actual colegio se remontan a un oratorio establecido por miembros de la congregación salesiana en un emplazamiento cercano al actual, donado por Marcelino Olaechea. Allí se instala en 1904 un noviciado y centro de estudios eclesiásticos de dicha congregación, con unos veinte alumnos, entre los que se encontraba Marcelino, pertenecientes a las provincias territoriales "Céltica" y "Tarraconense". En los años siguientes se completó su oferta con cursos de educación secundaria y Bachillerato.

### Guerra Civil Española
Durante la Guerra Civil los miembros de la comunidad de Carabanchel alto sufrieron el asalto al colegio por las turbas anticlericales. El 20 de julio de 1936 los salesianos fueron expulsados de su casa y llevados prisioneros al Ayuntamiento. Los encerraron en las escuelas públicas de Carabanchel alto y a los tres días un grupo de guardias los condujeron a la Dirección General de seguridad y allí los pusieron en libertad. 
El edificio fue utilizado por cuartel de las milicias republicanas y desmantelado. La huerta y los jardines quedaron arrasados, y únicamente se salvó la biblioteca. Ya en poder de los nacionales, volvió a ser cuartel hasta que terminó la guerra.
Los salesianos fueron reestableciéndose tras la contienda, de tal manera que en abril de 1939 ya llegaban a veinte los que conformaban la comunidad del colegio. De esta comunidad dependía el colegio de Carabanchel alto y el del Paseo de Extremadura, de la misma Congregación. Durante el curso 1940-41, inaugurado el 9 de octubre de 1940, se retoma la normalidad en las actividades escolares y religiosas. El número de estudiantes de teología ese mismo año llega a sesenta, puesto que se recibieron estudiantes de Polonia, ocupada por los nazis.

### Actualidad
En la actualidad cuenta con enseñanzas de Infantil, Primaria, Educación Secundaria, Formación Profesional Básica y Superior, y bachillerato. Cada año tiene lugar el Cross Municipal Don Bosco al que asisten más de mil personas. Es celebrado el 31 de enero, con motivo del fallecimiento de Don Bosco.
El colegio acoge una comunidad de religiosos salesianos, y diversas actividades, como la Plataforma Social "Pan bendito".

## Arquitectura

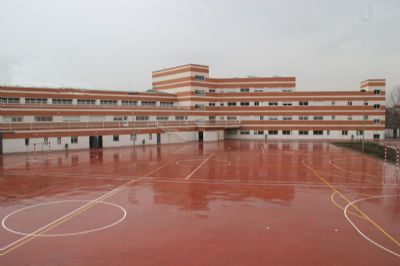
Salesianos de Carabanchel

Fue en 1908 cuando se construyó un amplio pabellón con pórtico. En la planta baja fue edificada la capilla semipública que todavía existe. 
Durante los años 1923 al 25 se edificó el segundo piso del antiguo palacete con típica azotea, en cuyo centro se puso un cupulín con la estatua del Sagrado Corazón, que miraba a la huerta antigua, extendida por donde ahora están los patios de recreo y deportes.